# Čeřenice
Čeřenice je vesnice, část města Sázava v okrese Benešov. Nachází se asi 4,5 km na jih od Sázavy. V roce 2009 zde bylo evidováno 190 adres. V hlubokém údolí jižně od vsi protéká Křešický potok, který je levostranným přítokem řeky Sázavy.

## Historie
První písemná zmínka o vesnici pochází z roku 1377. V roce 1412 ji Albrecht ze Šternberka prodal. Po roce 1421 už patřily k sázavskému klášteru a po pádu kláštera v husitské revoluci připadly husitu Sezimovi z Kunštátu. Rod Zajímačů z Kunštátu držel vesnici asi sto let. V tomto období velká část Čeřenic připadla ke šternberskému panství, kde byla rozdělena mezi dvě vrchnosti.
Nejvíce zmínek k obci je až po třicetileté válce. Tehdy byla obec rozdělena podle berní ruly na dvě části – 1. část obce měla patřit ke Komornímu Hrádku. Před rokem 1754 byla pod Čeřenicemi u potoka malá skelná huť, kterou provozoval rod sklářů Sevaldů. Jsou zde zachovalé zbytky hutě.

## Pamětihodnosti
- Studánka Habrovka, k níž se vztahuje pověst, podle které zde odpočíval opat Prokop, zakladatel sázavského kláštera. Po únavné cestě žíznil a tak habrovou holí odkryl pramen vody, hůl potom zapíchl vedle do země a z ní vyrostl mohutný strom. Až do dnešního dne je udržován jako památný Čeřenický habr, po němž má i chráněná studánka své jméno.
- Zvonička u pomníčku padlých

## Galerie

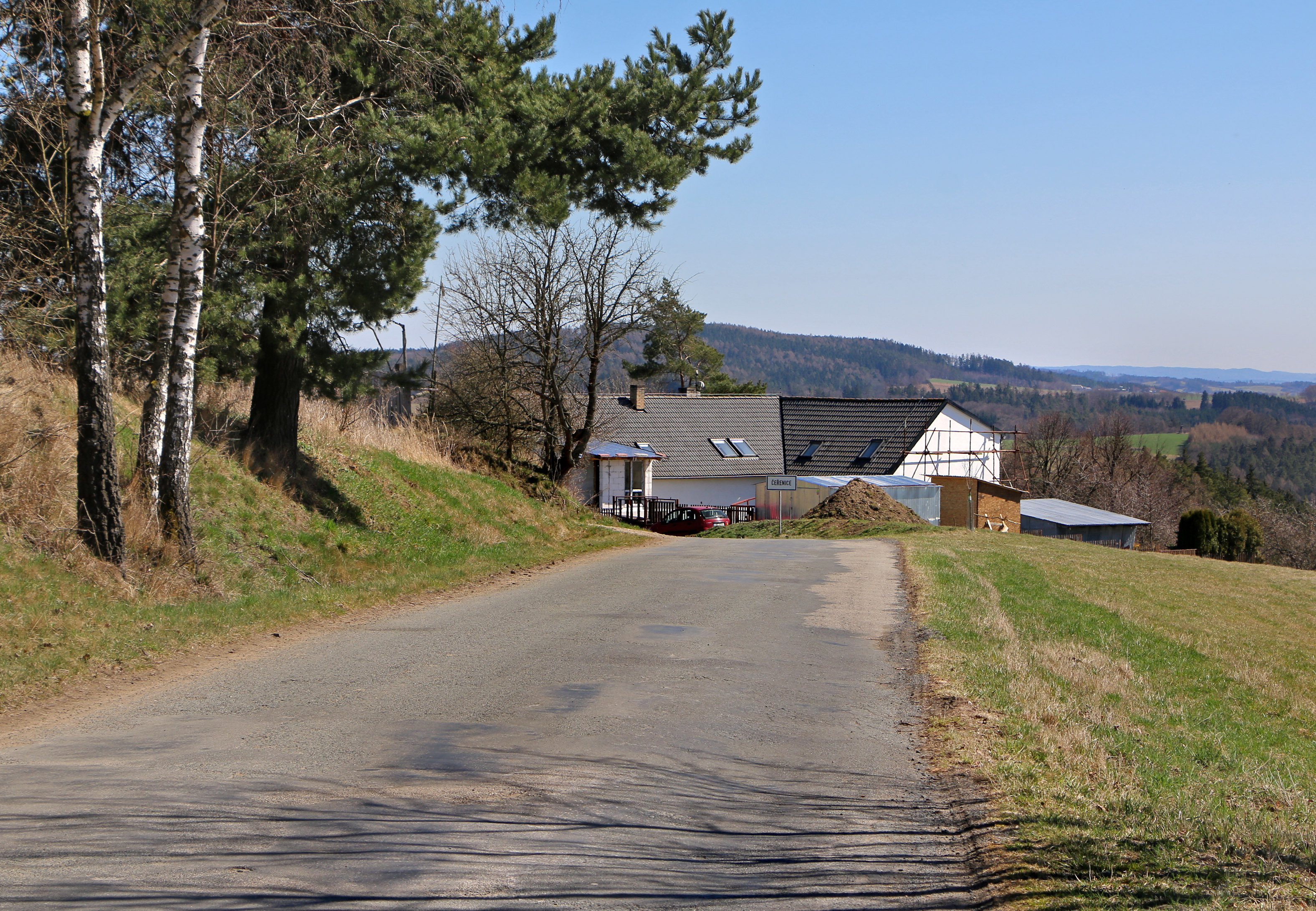
Příjezd od západu
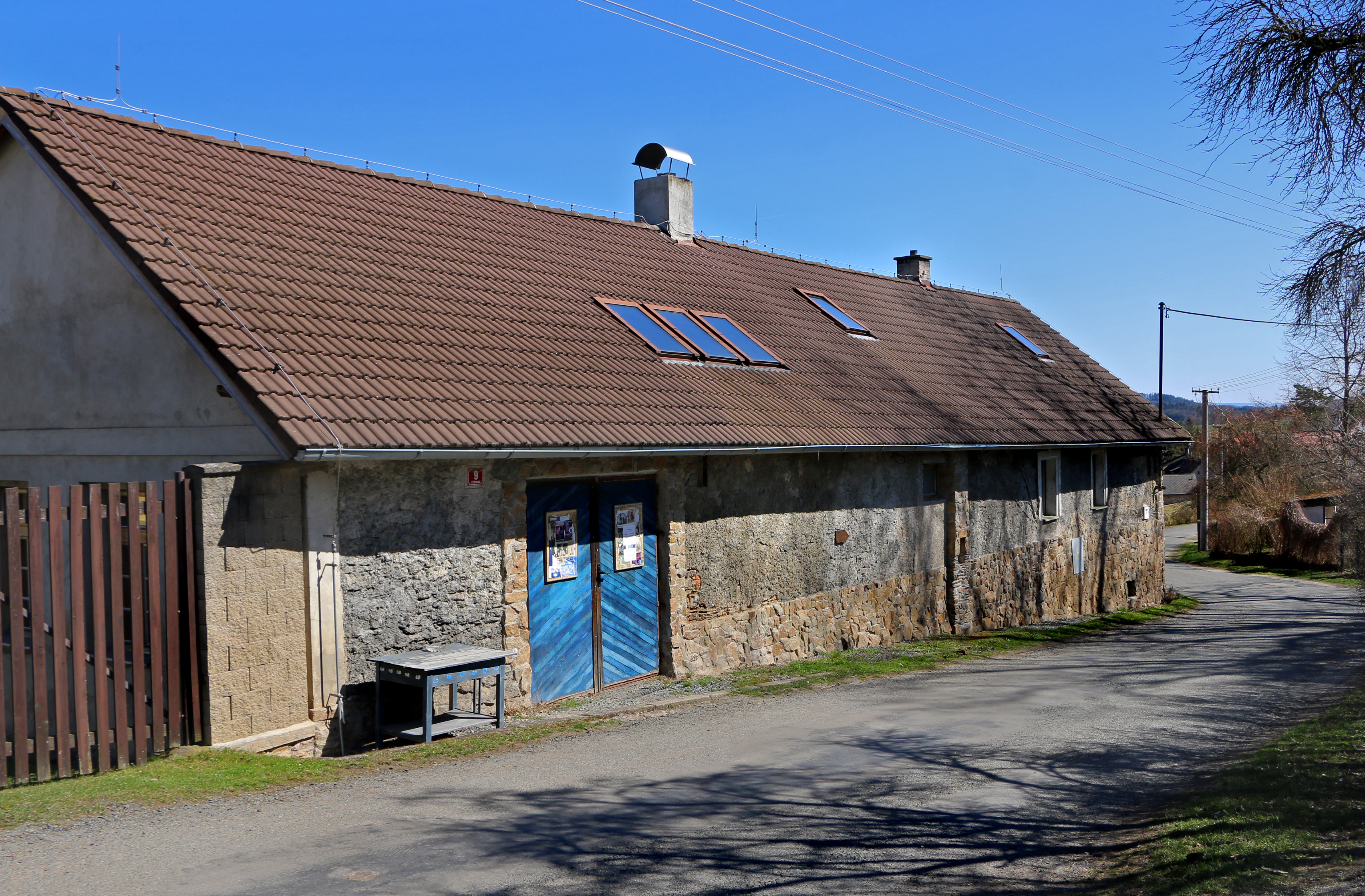
Dům čp. 9
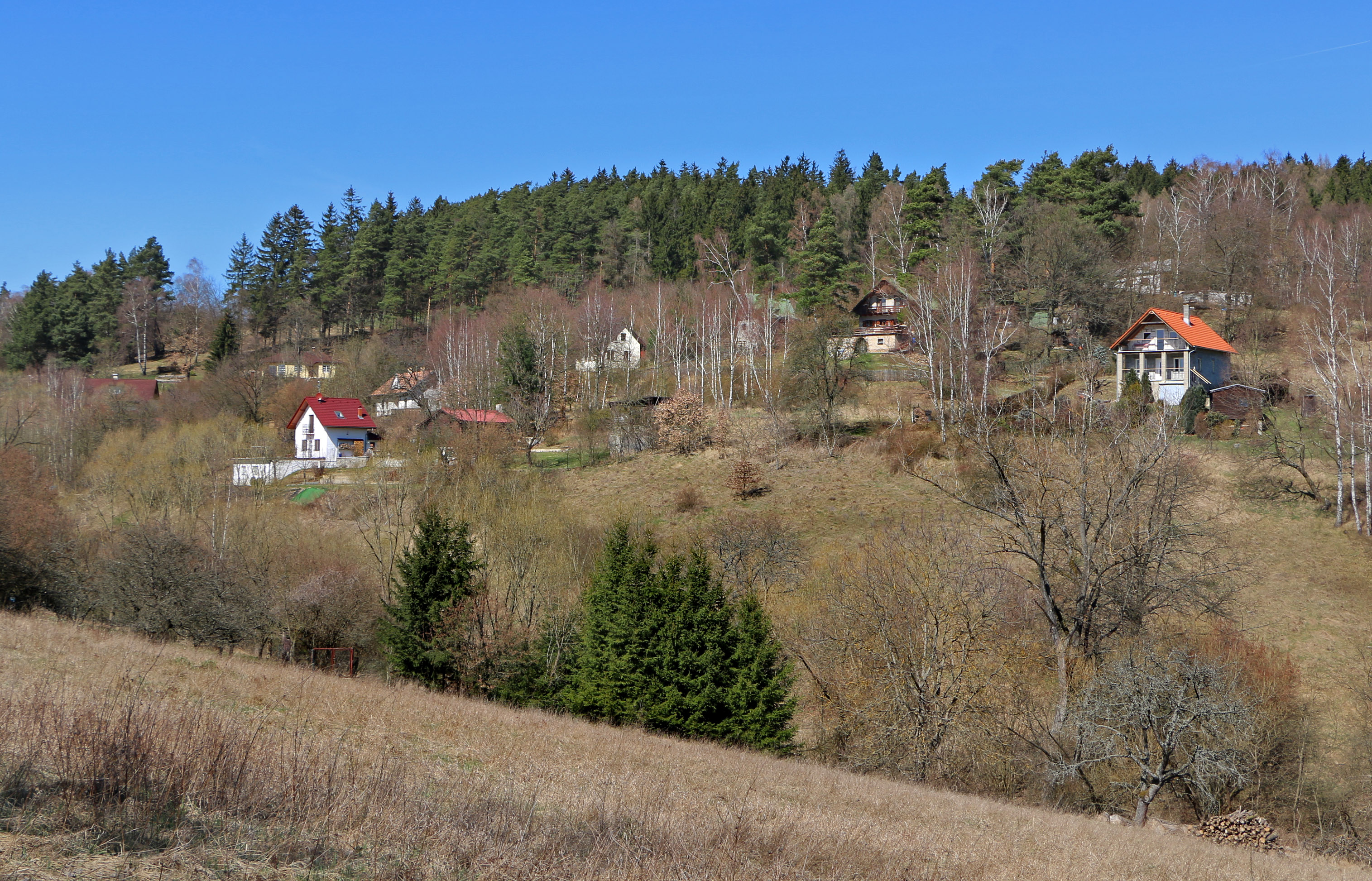
Chatová osada